# Denguelé Sports d'Odienné
Maillots
Actualités
AS Denguélé d'Odienné est un club ivoirien de football basé à Odienné.

## Histoire
Depuis 2003, le club évolue de façon continue en 1re division du championnat national ivoirien. En 2004, un de ses joueurs, Doumbia Seydou, remporte le titre de meilleur buteur du championnat national. Il sera d'ailleurs recruté en 2006 par un club japonais, le Kashiwa Reysol.

## Classements
- 2004 : 10e du Championnat national
- 2005 : 9e du Championnat national
- 2006 : 3e du Championnat national
- 2007 : 4e du Championnat national et première participation à la Coupe de la CAF
- 2008 : 10e du Championnat national
- 2009 : 12e du Championnat national
- 2021/22: 2e de Ligue 2 Ivoirienne
- 2022/23: 10e de Ligue 1 Lonaci
- 2023/24: 12e de Ligue 1 Lonaci
- 2024/25: 14e de Ligue 1 Lonaci
- 2025/26: Ligue 2 Ivoirienne (En cours)

## Anciens joueurs
| - Sékou Bamba - Doumbia Seydou - Dali Benoit - Ibrahim Sangaré |
|                                                                |